# Dale Stewart
Dale Stewart (ur. 30 listopada 1979 w Pietermaritzburgu, Południowa Afryka) - południowoafrykański muzyk, wokalista, gitarzysta, basista. Członek południowoafrykańskiego zespołu rockowego Seether (wcześniej znanego pod nazwą Saron Gas), jest jednym z założycieli zespołu.